# Mira Nadon
Mira Nadon (nacida en 2001 o 2002) es una bailarina de ballet estadounidense. Se unió al New York City Ballet en 2018 y en 2023 fue ascendida a bailarina principal, como la primera mujer asiático-estadounidense en ocupar este puesto.

## Primeros años y educación
Nació en Boston. Su madre, originaria de la India, era abogada y su padre es profesor de gobierno. Ella tiene un hermano gemelo. Cuando tenía cinco años, su padre tomó un puesto en Claremont McKenna College y su familia se mudó a California.
Comenzó su formación en Inland Pacific Ballet Academy en Montclair, California. A los 12 años, mientras participaba en el intensivo de verano de la academia, aprendió extractos de varias obras de George Balanchine, lo que la llevó a fascinarse con él y el New York City Ballet (NYCB). Los siguientes dos años, asistió al programa de verano en la School of American Ballet (SAB), la escuela del NYCB. Luego, Nadon, de 14 años, comenzó a asistir a la escuela a tiempo completo. Al final de su segundo año, bailó un papel principal en Scotch Symphony de Balanchine en el taller anual de la SAB.
Nadon completó la escuela secundaria a través de Professional Children's School, simultáneamente con su tiempo en SAB y NYCB. Después de graduarse, comenzó a estudiar en la Universidad de Fordham.

## Carrera
Nadon se convirtió en aprendiz en NYCB en noviembre de 2017, con solo 16 años, y se unió a la compañía como miembro del cuerpo de baile en 2018. En 2019, con 18 años, bailó su primer papel importante, como la chica alta en «Rubíes» de Balanchine de Jewels. Su actuación fue destacada por la crítica de The New York Times, Gia Kourlas, quien la llamó la «joya de la corona» de la temporada y «una promesa para el futuro». El periódico incluyó su actuación entre «Mejor baile de 2019» y la nombró una de «las mayores estrellas emergentes de 2019».
Como bailarina de cuerpo de baile, Nadon también interpretó papeles destacados en Raymonda Variations de Balanchine, la versión de Balanchine de El cascanueces (como Dewdrop), Monumentum pro Gesualdo y Movements for Piano and Orchestra, Glass Pieces de Robbins, La bella durmiente de Martins (como el Hada del Valor), Bright de Peck y Bartók Ballet de Tanowitz. Durante la pandemia de COVID-19, apareció en pixilation in a wave (Within Wires), una película realizada para la temporada digital de NYCB, con coreografía de Sidra Bell. También originó un papel en Suspended Animation de Bell (2021).
En enero de 2022, Nadon fue ascendida a solista. Interpretó papeles en Partita (2022) y Copland Dance Episodes (2023) de Justin Peck, y en Fortuitous Ash (2023) de Keerati Jinakunwiphat. También bailó en la primera actuación de NYCB de Rondo de Robbins desde 1980. Como solista, también bailó papeles destacados en ballets como Los cuatro temperamentos de Balanchine, Valses de Viena, El cascanueces (como Sugar Plum Fairy), Concierto para violín y Episodios de Stravinsky, también como nuevamente en La bella durmiente de Martins (como Lilac Fairy y Diamond), y DGV: Danse à Grande Vitesse de Wheeldon.
En febrero de 2023, Nadon, de 21 años, fue nombrada bailarina principal, convirtiéndose en la primera mujer asiáticoestadounidense en ocupar este puesto.

## Premios y honores
En 2022, Nadon recibió el premio Princesa Gracia y el premio Clive Barnes a la excelencia en la danza.